# Johannes Hendrikse
Johannes P. Hendrikse (Rotterdam, 14 mei 1920 – aldaar, 13 januari 1945) was een Nederlands verzetsstrijder tijdens de Tweede Wereldoorlog.
Hendrikse (schuilnaam: ‘Louis’) was werkzaam als kantoorbediende tijdens de bezetting in Rotterdam. Hij was lid van de plaatselijke knokploeg ‘Ploeg Jos’ (‘Jos’ = Jan Arie de Groot), waarvoor hij hand-en-spandiensten verrichtte en als koerier dienstdeed.
Aan de Crooswijksekade lag een oud tjalkschip, 'De Drie Gebroeders', waarin alle wapens die afgeworpen werden voor de Binnenlandse Strijdkrachten in de omgeving van Rotterdam werden opgeborgen. Twee man hadden dagelijks de wacht op de oude schuit. Op een zekere dag moest een van de beide bewakers vervangen worden, hoewel er eigenlijk niemand gemist kon worden. Na enig aandringen van één der K.P.’ers werd besloten Hendrikse hiervoor aan te stellen, die stond te popelen om eindelijk een ‘belangrijke’ opdracht te krijgen.
Na hem geïnstrueerd te hebben, liet de wapenmeester van de B.S. te Rotterdam, die de schuilnaam ‘Nol’ droeg, Hendrikse met zijn maat ‘Nico’ (Nicolaas Koers) op de schuit achter. Luttele minuten later werd een inval gedaan door de Duitsers: de schuit was verraden. Al schietend probeert Hendrikse te ontkomen, maar wordt dodelijk getroffen. ‘Nico’ wordt gearresteerd en op 20 februari op de Coolsingel gefusilleerd.
Hendrikse had vóór zijn opdracht een briefje gekregen van een koerierster van de knokploeg, met het adres van de instructeur, waar hij, wanneer er iets bijzonders voorviel, zou moeten rapporteren. Hij was – waarschijnlijk door de opwinding – vergeten het papiertje te vernietigen, na het adres uit zijn hoofd te hebben geleerd. Toen de inval begon, klemde hij het in zijn hand om het bij de eerste de beste gelegenheid te vernietigen. Enkele dagen later staat er bij de instructeur een agent van politie op de stoep:
“Zaterdag is er op de Crooswijksekade een jongen doodgeschoten. Het lijk is na onderzoek door de Duitsers op het bureau gebracht. Ik wilde u waarschuwen, in het vervolg wat voorzichtiger te zijn. Toen wij zijn hand openbraken, vonden wij dit. Goedenavond!”
Sprakeloos van verbazing kijkt de instructeur naar het verfrommelde briefje, dat hij in zijn hand houdt, waarop ontstellend duidelijk zijn adres geschreven staat.
In Barendrecht is een straat naar Johannes Hendrikse vernoemd, de Hendrikse-Akker.